# 古元故居
古元故居，位于中国广东省珠海市香洲区唐家湾镇那洲村，为中国美术家古元的故居。1912年，古元之父古万建在那洲村口修建房屋，因而该地成为古元及其姊妹幼年生活处所。2011年5月13日，列入珠海市文物保护单位。2012年10月20日，列入广东省第七批文物保护单位。